# Тритрива
Тритрива (фр. Lac Tritriva) — озеро вулканического происхождения на юго-западе центральной части острова Мадагаскар, в провинции Вакинанкаратра близ городка Анцирабе. Водоём находится в кратере бывшего вулкана и глубина здесь варьируется в пределах 80—150 м.
Озеро является священным и в нём запрещено купаться людям, которые употребляют в пищу свинину. К мусульманству запрет не имеет никакого отношения, это древнее ограничение существует ещё с доисламских времен.
Тритрива известно своими феноменами: например, в засушливый период его уровень повышается, вместо того, чтобы понижаться. Кроме того, предметы, которые бросают в воду озера, появляются внизу, в долине, что вызывало к жизни теорию о существовании подземных водных каналов. Также, по местным легендам, в него бросались влюблённые, которым родители мешали быть вместе.